# 유럽 대외행동부
유럽 대외행동부(European External Action Service, EEAS)는 유럽 연합의 모든 국제 관계를 집행하는 외무부이다. 유럽 연합 공동외교안보정책 및 공동안보방위정책을 수행하는 유럽 연합 외교 문제·안보 정책 고위대표, 외교이사회 의장, 유럽 연합 집행위원회 부의장이 지휘한다.

## 역사
대외행동부와 고위 대표 사무소는 2009년 12월 1일 리스본 조약이 발효된 후 창설되어, 2010년 12월 1일에 공식적으로 설립되었다. 유럽 위원회와 이사회의 대외 관계 부서가 합병하여 구성되었으며, 회원국의 국가 외교부에서 파견된 직원이 합류하였다.
대외행동부와 유럽 방위청은 2017년 이후 27개국 유럽 연합  군대 중 25개가 추진하고 있는 구조적 통합인 상설구조적협력(PESCO)을 함께 구성한다.

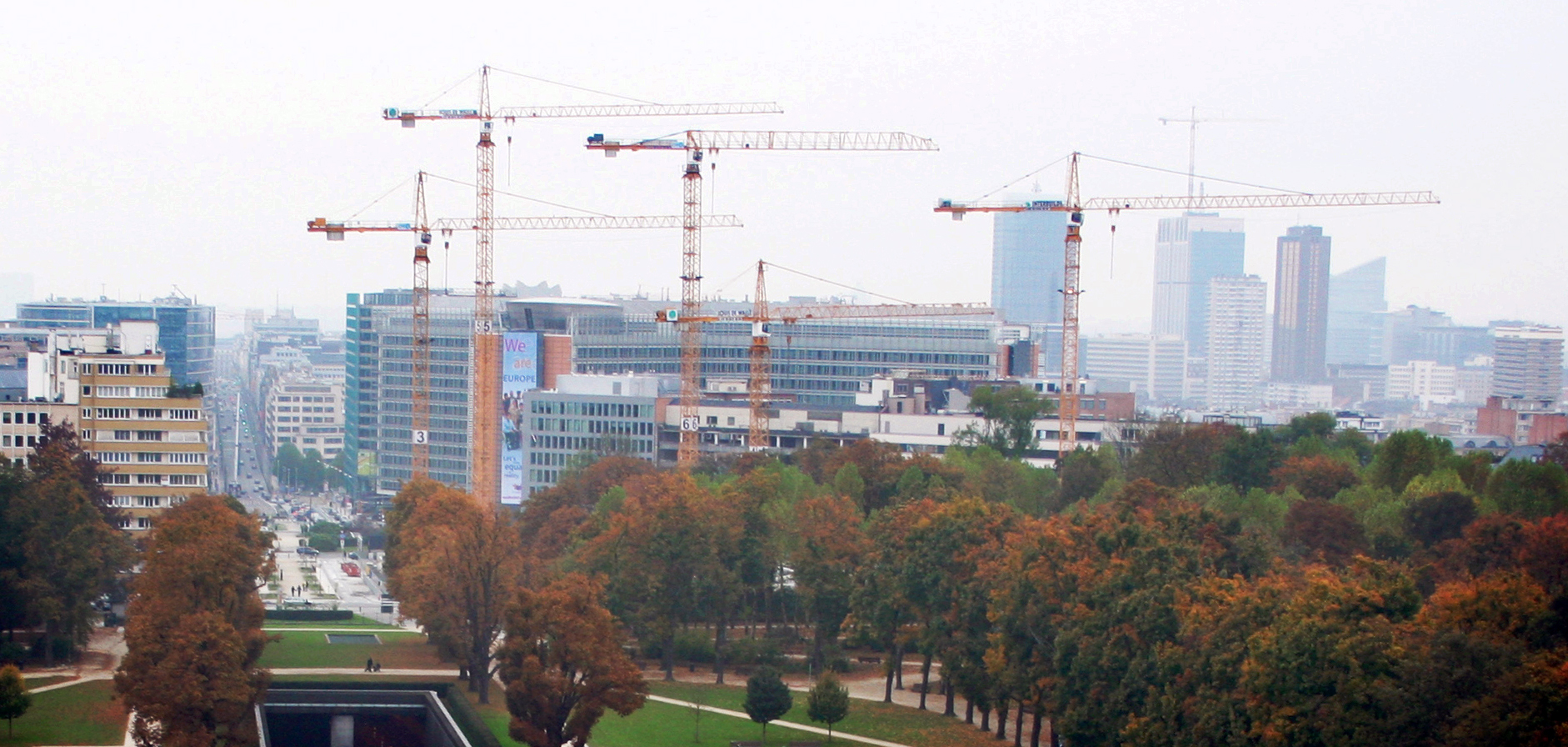
벨기에 브뤼셀의 생캉트네르 공원 건너편에서 멀리 보이는 건설 중인 EEAS 본관 (2007년)

## 역할
대외행동부는 유럽 연합 집행위원회의 경제·통상 및 개발원조 등 대외관계 관련 총국들과 이사회에서 외교안보 고위대표를 보좌하던 조직을 하나로 통합한 것이다.
대외행동부는 자체 명의로 정책을 제안하거나 이행하지는 않고 고위대표, 집행위원회 또는 이사회가 채택할 행위를 준비한다. 또한 EU 외교 사절단과 정보 및 위기 관리 업무를 담당한다.

## 조직
The EEAS shall be managed by an Executive Secretary-General who will operate under the authority of the High Representative. The Executive Secretary-General shall take all measures necessary to ensure the smooth functioning of the EEAS, including its administrative and budgetary management. The Executive Secretary-General shall ensure effective coordination between all departments in the central administration as well as with the Union Delegations.
대외행동부는 고위 대표의 권한 하에 운영되는 사무총장이 관리하며 사무총장은 행정 및 예산 관리를 포함한 대외행동부의 원활한 기능을 보장하기 위해 필요한 모든 조치를 취하고 중앙 행정부의 전 부서와 연합 대표단 간의 효과적인 조정을 보장한다.— 이사회 협정의 사무총장 직무 개요

대외행동부는 일반적인 외교 관계, 안보, 방위 정책을 관리하고 상황센터를 통제한다. 그러나 유럽 연합 외교안보 정책 고위대표와 대외행동부가 이니셔티브를 준비할 수는 있지만 최종 정책 결정은 회원국에서 내리며 유럽 의회에 보고하도록 되어 있다.
대외행동부에는 전무이사가 이끄는 6개의 지역 부서가 있다.
- 아프리카
- 아시아
- 아메리카
- 중동·남유럽
- 동부유럽·러시아·발칸반도
- 글로벌 및 다자간 문제

직원은 위원회와 이사회, 회원국 외교부에서 선발되며 일시적으로 파견된다. 인사부는 직원을 직접 임명한다.

## 대표부

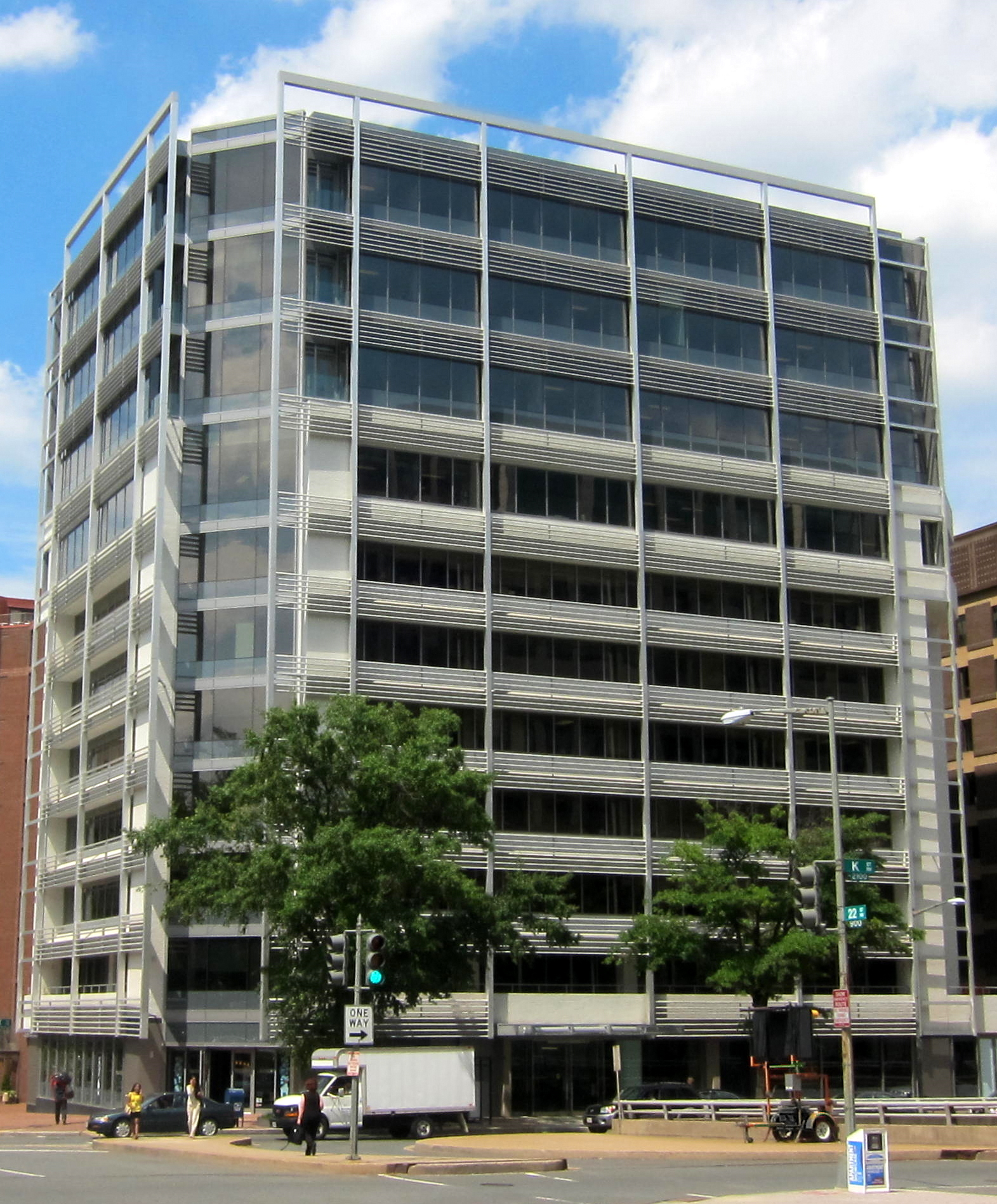
유럽 연합 대사관으로 승격된 첫 번째 대표부인 미국 워싱턴 D.C. 대표부

2010년부터 모든 기존 유럽 위원회 대표부는 '유럽 연합 대표부'로 명칭이 바뀌었고, 점차 일반 대표부보다 더 큰 권한을 행사하는 대사관 유형의 임무부로 승격되었다. 이러한 새 대표부는 이전에 유럽 연합 이사회의 순회 의장국을 맡고 있는 회원국의 대사관이 수행하던 역할을 맡았으며, 전 세계의 독립적인 이사회 대표부와 통합되었다. 이를 통해 EU 대표부는 각국 대사관을 조정하고 위원회만이 아니라 EU 전체를 대변하는 역할을 맡게 되었다. 최초로 승격된 대표부는 미국 워싱턴 D.C.에 있는 대표부였다.

## 예산
대외행동부의 예산은 유럽 연합 외교 문제·안보 정책 고위대표에서 제안하고 관리하며 매년 유럽 의회에서 서명한다. 유럽 의회는 유럽 연합의 각 임무의 예산을 검토한다.

## 같이 보기
- 공동 외교 안보 정책